# 蘇林 (十六國)
蘇林（？—352年），中山（今河北省定州市）人，十六国起事领袖。
352年十月。冉魏灭亡之后，中山人苏林在无极起兵，自称天子。前燕太原公慕容恪率兵讨伐苏林。闰十月初三戊子，燕王慕容儁派广威将军慕舆根助慕容恪攻打苏林，将其斩杀。